# Austin (métro de Hong Kong)
Pour les articles homonymes, voir Austin.
Austin (chinois traditionnel : 柯士甸) est une station du métro de Hong Kong. Elle fut ouverte en 2009 en étant desservie par la West Rail Line (maintenant Tuen Ma Line) pour être rattachée à la gare de T.G.V. (MTR High Speed Rail) de West Kowloon et à la station Kowloon en 2018.
Elle se situe donc à Kowloon.